# Concerto per pianoforte e orchestra n. 3 (Prokof'ev)
Il Concerto n.3 per pianoforte e orchestra op.26 è il più famoso ed eseguito dei concerti per pianoforte del compositore russo Sergej Prokof'ev.
Composto tra il 1917 e il 1921, il concerto è strutturato in forma classica, a differenza dei precedenti due e successivi due concerti per pianoforte e orchestra. Della forma classica del concerto per pianoforte viene mantenuta solo la suddivisione in tre movimenti, che sono nell'ordine:
1. Allegro moderato
2. Andante con variazioni (5 variazioni sullo stesso tema)
3. Allegro, ma non troppo

Questo concerto, rispetto al precedente, è virtuosisticamente meno appariscente. Nonostante richieda un pianismo meno titanico e mastodontico, però, anche questo necessita di doti virtuosistiche eccezionali e molto varie.
Essendo questo il primo concerto della maturità di Prokofiev (i due precedenti erano stati scritti nella giovinezza dell'autore), è forse il più apprezzato sia dal punto di vista sonoro che qualitativo, con i suoi temi che risentono molto dell'influenza dell'Amore delle tre melarance, risalente allo stesso periodo, mentre altri temi del brano sono molto antecedenti al sopraccitato balletto. Il concerto fu composto in tempi lunghi, anche a causa delle varie peregrinazioni che Prokofiev faceva in Europa per cercare dimora fissa.

## Movimenti

### Andante - Allegro
Andante - Allegro, do maggiore, 4/4 - Andante - Allegro - Poco più mosso - Più mosso
Il Concerto si apre con le note del clarinetto che intona il primo tema del primo movimento, pianissimo e lentamente. Dopo questo assolo a cui si aggiunge l'altro clarinetto, attaccano gli archi in modo calmo e con un crescendo appena accennato e anche loro suonano il primo tema. A questo punto gli archi rompono la tranquillità appena instaurata con un crescendo poderoso che culmina con l'entrata guizzante del pianoforte sulle note del primo tema, che verrà ripetuto due volte con variazioni. Subito dopo vi è un'alternanza incalzante tra il solista e l'orchestra, che culmina con degli accordi nel registro basso ripetuti più volte per poi spostarsi velocemente sul registro alto con veloci accordi cristallini. Il pianoforte con passaggi veloci di ottave basse uniti ad accordi del registro medio-alto fa da punto di transizione col secondo tema caratterizzato dalla frusta che schiocca all'unisono con le note secche e forti dei fiati e degli ottoni.
Il pianoforte riprende il secondo tema con dei guizzi nel registro acuto, caratteristici dei temi grotteschi di Prokof'ev. Il secondo tema viene ripreso due volte e con una serie di passaggi veloci, si arriva al momento culminante del primo tema con una serie di crescendo del pianoforte che sfociano in un fortissimo dell'orchestra, che dopo due ripetizioni riprende il primo tema con fiati e archi. Dopo una breve pausa il solista riprende tranquillamente la situazione calmando l'atmosfera prima creatasi. Il dolcissimo tema viene esposto placidamente con le note del registro alto accompagnate dagli archi e dai fiati che terminano in una cascata di note che porta ad una atmosfera più cupa, ma sempre calma. Vi è una breve pausa, i clarinetti e gli oboi riprendono il discorso interrotto con una piccola marcia che introduce subito una serie di semicrome del pianoforte eseguite con la mano destra e subito irrompe anche la mano sinistra con note staccate e veloci. Il tutto va in crescendo continuo che porta di nuovo al primo tema, preciso e identico come all'inizio del concerto che viene seguito da una nuova sequenza pianistica con l'accompagnamento delle percussioni, che sfocia in un sarcastico dialogo tra i rapidi accordi di quinta del pianoforte e i fiati dell'orchestra che sfociano in una serie di glissandi ben presto smorzati dal secco suono della frusta. Dopo una pausa il pianoforte riprende la stessa sequenza fugata posta a metà del concerto fino ad arrivare ad un crescente climax che conclude il concerto con un secco accordo in do maggiore.

### Tema con 5 variazioni
- Tema: Andantino, mi minore, 4/4
- Var. I: L'Istesso tempo, do maggiore, 4/4
- Var. II: Allegro, do maggiore, 4/4
- Var. III: Allegro moderato (poco meno mosso), do maggiore, 12/8 - 6/8 - 12/8
- Var. IV: Andante meditativo, do maggiore, 4/4
- Var. V: Allegro giusto, do maggiore, 4/4 - 2/4 - 4/4
- Tema: L'Istesso tempo, mi minore, 4/4

Tema: il movimento si apre con il clarinetto che espone il tema con l'accompagnamento degli archi leggermente pizzicati. L'esposizione del tema da parte del solo clarinetto verrà ripresa più tardi da Gershwin per la sua Rapsodia in blu.

Variazione I: il pianoforte entra con un trillo sul registro basso seguito da una lunga scala smorzata dal pedale e inizia ad esporre il tema del clarinetto con dolcissimi accordi e brevi scale di biscrome. La variazione segue un andamento lineare senza portare grandi modifiche al tema principale.

Variazione II: conclusa la prima variazione, il pianoforte, con una nota accentata, spezza l'atmosfera e catapulta l'ascoltatore in un passaggio di intensa vivacità e di virtuosismo. Con lunghe e veloci scale il pianoforte fa da accompagnamento all'orchestra che scandisce il tema con archi e corni. La variazione si conclude con pesanti accordi del pianoforte nel registro basso.

Variazione III: dopo una breve interruzione dei fiati, il pianoforte riprende il sopravvento con una energica marcia in 12/8 che prosegue ininterrottamente per tutta la sequenza fino ad una breve conclusione sottolineata dai corni.

Variazione IV: sicuramente la variazione più famosa, è pervasa da un'atmosfera di mistero ed imperturbabile tranquillità esposta dal pianoforte con pacate crome e brevi scalette. Si arriva ad un piccolo crescendo nella parte centrale scandita da altalenanti biscrome, per poi morire verso la fine con pacati accordi riecheggianti del pianoforte.

Variazione V: l'atmosfera viene ben presto rotta da una serie di passaggi sincopati seguiti da arpeggi accentati e veloci accordi del pianoforte che portano ad un climax crescente accompagnato dagli archi fino al tema caratterizzato da un intenso virtuosismo e note staccate che viene ripreso in maniera più possente da veloci passaggi a doppie ottave del pianoforte con l'accompagnamento dell'orchestra. Il pianoforte culmina con difficili arpeggi che percorrono entrambi i registri sino ad acquietarsi con una breve scaletta all'unisono che ricollega la variazione al tema principale.

(Variazione VI)Tema: l'orchestra riprende tale quale il tema come all'inizio del movimento, accompagnato dai veloci accordi del piano fino alla coda, caratterizzata da una placida atmosfera creata dal dialogo tra il solista e l'orchestra.

### Allegro, ma non troppo
Allegro ma non troppo, do maggiore, 3/4 - Poco più mosso - Meno mosso - L'Istesso tempo, 4/4 - Pochissimo meno mosso, 9/8 - Allegro, 3/4
Il movimento si apre con un tema eseguito piano in registro basso, dai fagotti  e dal pizzicato degli archi. Il piano viene rotto dal pianoforte con la sua entrata in scale di semicrome, che precedono degli accordi e delle scale di accordi, accentuate e chiare. Tutto ciò viene sviluppato e variato più volte dal pianoforte, accompagnato dall'orchestra, che ha pochi rilievi dinamici rispetto al pianoforte. Lo sviluppo si conclude con un glissato fortissimo del pianoforte, che accompagna l'entrata del tema. Esso viene ripetuto due volte, la prima in re minore dal pianoforte e l'orchestra, che alternano le parti del tema, la seconda in la minore dal pianoforte, che con delle note marcate e delle acciaccature sviluppa il tema, fino ad arrivare a delle ottave  ribattute, che accompagnano il tema dell'orchestra. L'atmosfera culminante si conclude pian piano con un diminuendo. Dopo una piccola pausa, i fiati, e in seguito gli archi, suonano una dolce melodia in Do-diesis maggiore, che culmina nella ripetizione dei violini, con un mezzo forte. L'atmosfera viene interrotta da un tema del pianoforte nello stesso tempo, con delle note ribattute e delle veloci scale in biscrome, che rievocano Una notte sul Monte Calvo di Modest Petrovič Musorgskij. Dopo un lungo trillo del pianoforte e le veloci scale in biscrome, stavolta suonate dai fiati, ritorna il tema di essi, suonato dai violoncello, accompagnato da accordi del pianoforte. Esso finisce con un fortissimo, culminante nel tema, che aprirà uno sviluppo del precedente tema. Esso è eseguito dolcemente dal pianoforte, che esegue misteriose scale cromatiche di semicrome. All'improvviso un crescendo accompagnato da una scala ascendente, prelude il tema in Do-diesis maggiore, questa volta riprodotto dal pianoforte, dai violini, dai flauti e dagli oboe. Questa parte è molto culminante, infatti il compositore stesso scrive "ff pesante e marcatissimo", e in seguito un "fff". L'atmosfera viene tranquillamente interrotta e sfuma con un lungo diminuendo e un ritardando. Con foga e agitazione, viene introdotto il primo tema del fagotto, questa volta accompagnato dal clarinetto. Il pianoforte ripete multiple volta il tema, variando in continuazione, e sfocia in una virtuosistica parte di glissandi a seconde, che continua quasi fino alla fine. Infatti, il movimento, e il concerto, si conclude con rapide ottave in do maggiore e un "fff" finale.